# NGC 3692
NGC 3692 este o galaxie spirală situată în constelația Leul. A fost descoperită în 15 aprilie 1784 de către William Herschel. Se află la o distanță de 38,02 de megaparseci de Pământ.